# Golden Gala 1980
Il Golden Gala 1980 è stata la 1ª edizione dell'annuale meeting di atletica leggera. Le competizioni hanno avuto luogo presso lo stadio Olimpico di Roma il 5 agosto 1980 su intuizione di Primo Nebiolo, presidente della FIDAL, allo scopo di allestire una competizione di livello mondiale alla quale potessero prendere parte anche gli atleti degli Stati Uniti d'America e delle altre nazioni che avevano aderito al boicottaggio dei Giochi olimpici di Mosca (oltre che agli stessi atleti dell'Unione Sovietica) svoltisi pochi giorni prima.

## Risultati
Di seguito i primi tre classificati di ogni specialità.

### Uomini
| Specialità             | 1º classificato   | Prestazione | 2º classificato        | Prestazione          | 3º classificato         | Prestazione          |
| 100 m                  | Stanley Floyd     | 10"22       | Carl Lewis             | 10"23                | Mel Lattany             | 10"25                |
| 200 m                  | Pietro Mennea     | 20"01       | Don Quarrie            | 20"44                | Cliff Wiley             | 20"70                |
| 400 m                  | Harald Schmid     | 45"17       | Billy Konchellah       | 45"55                | James Atuti             | 45"82                |
| 800 m                  | James Maina Boi   | 1'47"50     | James Robinson         | 1'47"59              | Don Paige               | 1'47"67              |
| 1500 m                 | Omer Khalifa      | 3'38"02     | Helder Baiona de Jesus | 3'38"33              | Francis Gonzalez        | 3'38"41              |
| 5000 m                 | Kipsubai Koskei   | 13'30"80    | Fernando Mamede        | 13'34"70             | Dick Buerkle            | 13'38"50             |
| 110 m hs               | Greg Foster       | 13"51       | Tonie Campbell         | 13"58                | Rod Milburn             | 13"61                |
| 400 m hs               | Edwin Moses       | 48"51       | James Walker           | 48"82                | David Lee               | 49"67                |
| 3000 m siepi           | Kiprotich Rono    | 8'12"0      | Mariano Scartezzini    | 8'12"5               | Hillary Tuwei           | 8'22"4               |
| 3000 metri marcia      | Maurizio Damilano | 11'45"15    | Giorgio Damilano       | 11'53"40             | Giancarlo Gandossi      | 11'53"40             |
| Salto in alto          | Dietmar Mögenburg | 2,30 m      | Carlo Thränhardt       | 2,26 m               | Gerd Nagel              | 2,26 m               |
| Salto con l'asta       | Thierry Vigneron  | 5,70 m      | Władysław Kozakiewicz  | 5,50 m               | Tomás Valdemar Hintnaus | 5,40 m               |
| Lancio del disco       | Ben Plucknett     | 67,00 m     | Mac Wilkins            | 66,60 m              | Knut Hjeltnes           | 63,92 m              |
| Lancio del giavellotto | Dainis Kūla       | 67,00 m     | unico atleta in gara   | unico atleta in gara | unico atleta in gara    | unico atleta in gara |
| Lancio del martello    | Karl-Hans Riehm   | 80,78 m     | Jurij Sedych           | 80,54 m              | Klaus Ploghaus          | 77,60 m              |

     Prestazione che stabilisce il nuovo record del meeting.

### Donne
| Specialità    | 1º classificato          | Prestazione | 2º classificato  | Prestazione | 3º classificato | Prestazione |
| 100 m         | Angella Taylor-Issajenko | 11"27       | Natal'ja Bočina  | 11"29       | Alice Brown     | 11"36       |
| 1500 m        | Tat'jana Kazankina       | 3'58"94     | Gabriella Dorio  | 3'59"82     | Mary Decker     | 4'03"15     |
| 100 m hs      | Vera Komisova            | 12"39       | Grażyna Rabsztyn | 12"56       | Lucyna Langer   | 12"60       |
| Salto in alto | Sara Simeoni             | 1,98 m =    | Urszula Kielan   | 1,91 m      | Debbie Brill    | 1,91 m      |

     Prestazione che stabilisce il nuovo record del meeting.